# Penilla (Villafufre)
Penilla es un pueblo del municipio de Villafufre (Cantabria, España). Está compuesto por tres barrios; Las Bárcenas, Susvilla y Sandoñana.
En 2021 contaba con una población de 111 habitantes (INE). La localidad se encuentra situada a 280 metros de altitud sobre el nivel del mar y a 1,5 kilómetros de distancia de la capital municipal, Villafufre.

## Historia
Penilla es actualmente pueblo que pertenece al Ayuntamiento de Villafufre pero en el siglo XVIII aparece en las Respuestas Generales del Catastro del Marqués de la Ensenada de 1752 como cabecera de concejo junto con sus barrios de Sandoñana, Las Bárcenas y Susvilla. Entonces siendo Domingo Fernández Maquilón, Francisco Pacheco y Marcos Abascal los Peritos. Juan Toranzo Ontañón como cura párroco de Santa Eulalia. 
Lugar de Realengo. Era tierra de secano para la siembra de trigo, maíz y alubias además de prados de hierba. Había seis molinos de una rueda en los arroyos del concejo propiedad de Antonio Gómez de Arce, Francisco Pacheco, Francisco de Villegas, Diego Gómez de la Herrán, Rodrigo de Arce, vº de Soto y Francisco Rodríguez. Había 66 bueyes de labranza, 240 vacas, 250 cabras, 280 ovejas y algunos cerdos y caballerías. Había 25 colmenas y 11 de ellas de María Blanco. Todos los habitantes eran del estado noble de hidalgos. Se pagaba anualmente al Duque del Infantado 210 reales de alcabalas. Había una taberna, un notario Francisco Pacheco, un estanquillo de tabaco de Josefa Ruiz-Huerta. En total eran unos 30 labradores con 2 criados y 4 hijos mayores para la labranza.

## Patrimonio

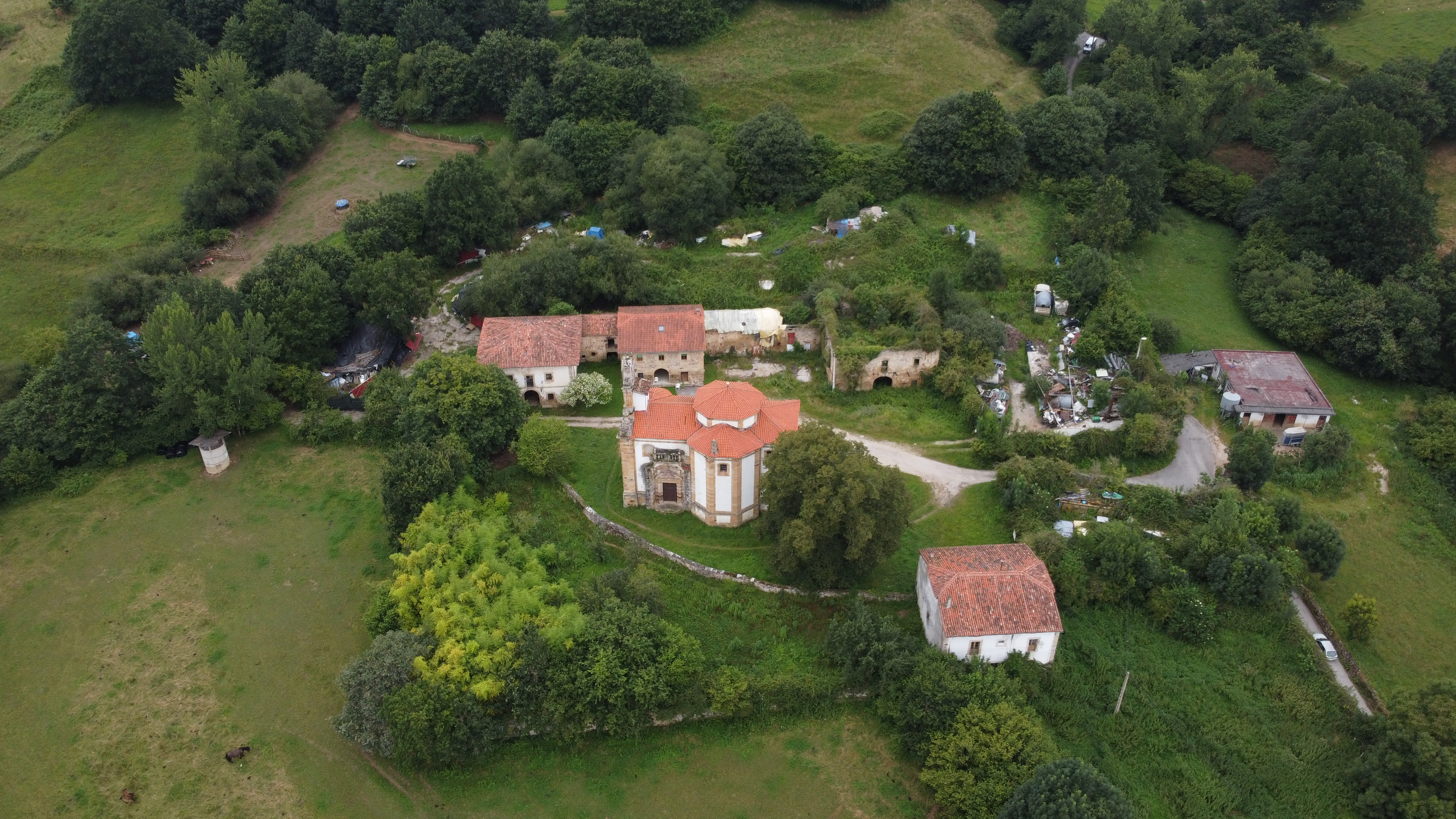
Iglesia de Nuestra Señora de los Dolores, barrio Las Bárcenas.

La Iglesia de Penilla de Villafufre advocación de Nuestra Señora de los Dolores, se edificó en 1781, es parte de una obra pía mandada construir por el indiano don Manuel Rodríguez de la Vega, natural de este lugar y ausente en Buenos Aires. Fundó obras pías de escuelas y capellanía eclesiástica, siendo patrono en 1796 su sobrino carnal don Antonio Rodríguez de la Vega. 
Posee una planta central de cruz griega, con cúpulas y capillas poligonales, siendo además reseñables, por su clasicismo y sobriedad, la portada y la espadaña. Retablos de imaginería son de la época, a excepción de alguna imagen de Olot.
También existen algunas casas solariegas de hidalgos en Penilla y las Bárcenas como las de los linajes Gutiérrez de la Huerta en una casona en ruinas junto a la Iglesia. Otras con las armas de Rodríguez de la Vega y Arce con alianzas Lasprilla y Valdés y las de Vega y Quintana.

## Personajes
D. Manuel Rodríguez de la Vega Arce y Lasprilla, natural de las Bárcenas en Penilla y ausente en Buenos Aires. Fundó obras pías de escuelas y capellanía eclesiástica, siendo patrono en 1796 su sobrino carnal don Antonio Rodríguez de la Vega.
D. Juan Miguel de Vega y Quintana Señor de la casa en las Bárcenas y Visitador de aduanas en 1797 casado con Jacinta Gómez de la Herrán. Un pariente suyo Francisco de la Vega y Quintana, estaba casado con dona Antonia de Bustillo a finales del siglo XVIII. 
D. Manuel de Vega y Quintana Comandante de Resguardo en 1816 aparece junto a dos del mismo apellido como oficiales funcionarios de Hacienda.